# 1987년 대한민국의 영화
다음은 1987년에 개봉된 대한민국의 영화에 관하여 서술한다.

## 흥행 주요 기록
외화 1위는 서울 관객 기준 576,924명을 모은 <플래툰>. 그 다음으로 <로보캅>(459,359명), <내츄럴>(445,921명), <백 투 더 퓨처>(343,292명), <프레데터>(317,754명), <탑 건>(278,975명)이 뒤를 이었다.
방화 1위는 서울 관객 기준 260,916명을 기록한 <청춘스케치>, 그 다음으로 <기쁜 우리 젊은 날>(192,477명), <(속)변강쇠>(131,611명), <연산군>(100,753명), <위기의 여자>(98,381명) 등이 뒤를 이었다. 따라서 방화가 줄고, 외화가 늘었다.

## 주요 시상식
- 제23회 백상예술대상
- 제26회 대종상 영화제
- 제7회 한국영화평론가협회상
- 제8회 청룡영화상
- 제11회 황금촬영상